# Gersdorf (Bahretal)
Gersdorf ist ein Ortsteil von Bahretal im Landkreis Sächsische Schweiz-Osterzgebirge.

## Geographie
Gersdorf liegt südöstlich der sächsischen Landeshauptstadt Dresden etwa in der Mitte der Gemeinde Bahretal, die sich wiederum im Zentrum des Landkreises Sächsische Schweiz-Osterzgebirge befindet. Das Waldhufendorf liegt am nördlichen Rand des östlichen Erzgebirges im Elbtalschiefergebirge. Die Ortslage befindet sich am Gersdorfer Bach in einer orografisch rechten Seitenmulde des Tals der Bahre. Im Norden liegt dabei Niedergersdorf, im Süden, im rechten Winkel dazu, das auch als Gabel bezeichnete Obergersdorf. Im Ort haben sich mehrere große Bauerngüter erhalten. Randbereiche der Gemarkung, insbesondere der Cottaer Busch im Nordosten, das Gebiet um den Brand im Südosten sowie die Hänge von Herbstberg (441 m) und Schärfling (418 m) im Südwesten, sind bewaldet. Ein großer Teil der 796 Hektar umfassenden Flur dient landwirtschaftlichen Zwecken.
Mit dem westlich benachbarten Bahretaler Ortsteil Borna ist Gersdorf zu einem nur durch die Bahre getrennten Doppeldorf zusammengewachsen, das von 1973 bis 1994 die Gemeinde Borna-Gersdorf bildete. Mit Ottendorf im Norden, Friedrichswalde im Nordwesten sowie Göppersdorf und Wingendorf im Südwesten grenzen weitere Bahretaler Ortsteile an. Südlich benachbart ist der Bad Gottleuba-Berggießhübler Ortsteil Bad Gottleuba mit den Fluren Ober- u. Niederhartmannsbach und Giesenstein. Östlich grenzt Berggießhübel an, nordöstlich die Großcottaer Flur des Dohmaer Ortsteils Cotta.
Die wichtigste Straße auf Gersdorfer Flur ist die Kreisstraße 8755, die von Borna nach Osten durch Gersdorf bis nach Berggießhübel führt. In Gersdorf zweigen von ihr weitere Straßen ab, die das Ober- und Unterdorf erschließen. Gersdorf ist an das Busnetz des Regionalverkehrs Sächsische Schweiz-Osterzgebirge (RVSOE) angeschlossen.